# Prisión Central de Pretoria
La Prisión Central de Pretoria (en Afrikáans:  Pretoria Sentraal-gevangenis; en inglés: Pretoria Central Prison) es una gran prisión en Pretoria, Gauteng, Sudáfrica. La prisión fue el lugar oficial para condenas de pena de muerte en Sudáfrica durante la época del apartheid. Los condenados eran llevados a una sección de la prisión llamada "The Pot". En un momento, la horca de la prisión podía llegar a colgar hasta 7 personas a la vez. Preso políticos como Tim Jenkin y otros pudieron escapar de la Prisión Central de Pretoria.